# Jorge Díaz Cintas
Jorge Díaz Cintas är en spansk översättningsvetare och verksam professor i översättningsvetenskap på Centre for Translation Studies (CenTraS) på University College London. Díaz Cintas forskar kring medieöversättning och medietillgänglighet. Hans senaste publikationer innefattar "Film Censorship in Franco's Spain: the transforming power of dubbing" (2018) och "'Subtitling's a carnival': New practices in cyberspace" (2018). Han är även, tillsammans med Aline Remael, författare till läroboken "Audiovisual Translation: Subtitling" (2007) och ett antal andra böcker och artiklar om medieöversättning. Jorge Díaz Cintas har fått Jan Ivarsson-priset (2014) och Xénia Martínez-priset för sina ovärderliga insatser för medieöversättning.